# Waimakariri
De Waimakariri is een van de grootste rivieren in het noorden van Canterbury op het Zuidereiland van Nieuw-Zeeland. De 151 kilometer lange rivier stroomt vanuit de Zuidelijke Alpen over de Canterbury Plains naar de Grote Oceaan.